# جان چالنور
جان چالنور (انگلیسی: Jon Challinor؛ زادهٔ ۲ دسامبر ۱۹۸۰) بازیکن فوتبال اهل بریتانیا است.
از باشگاه‌هایی که در آن بازی کرده‌است می‌توان به باشگاه فوتبال منزفیلد تاون، باشگاه فوتبال کمبریج یونایتد، باشگاه فوتبال یورک سیتی، باشگاه فوتبال نیوپورت کانتی، باشگاه فوتبال براکلی تاون، باشگاه فوتبال اکستر سیتی، باشگاه فوتبال هالیفاکس تاون، باشگاه فوتبال سنت آلبنز سیتی، باشگاه فوتبال کترینگ تاون، باشگاه فوتبال استمفورد، باشگاه فوتبال فارست گرین راورز، و باشگاه فوتبال آلدرشات تاون اشاره کرد.
وی همچنین در تیم ملی فوتبال England National Game XI بازی کرده‌است.